# Malang Sané
Pour les articles homonymes, voir Sané.
Malang Sané (né le 16 novembre 1978) est un athlète sénégalais.

## Biographie
Aux Championnats d'Afrique 2002 à Radès, Malang Sané termine 6e de la finale du 100 mètres et obtient la médaille d'argent du relais 4 × 100 mètres avec Jacques Sambou, Abdou Demba Lam et Oumar Loum. Aux Jeux afro-asiatiques de 2003 à Hyderabad, il est médaillé d'argent du relais 4 × 100 mètres avec Abdou Demba Lam, Jacques Sambou et Oumar Loum.
Il est sacré champion du Sénégal du 100 mètres en 2004.Il est père 4 enfants dont 3 fils et une fille,Souleymane,Baba,Samba et Aline Sané 